# Marcel Mauron
Marcel Mauron (Genf, 1929. március 25. – 2022. január 27.) svájci labdarúgó-középpályás, edző.

## Sikerei, díjai
La Chaux-de-Fonds
- Svájci bajnokság
  - bajnok (2): 1953–54, 1954–55
- Svájci kupa
  - győztes (3): 1954, 1955, 1957